# Mimy Succar
Miriam Tayrako Sakaguchi (Distrito de Pueblo Libre, 21 de septiembre de 1959), conocida por su nombre artístico Mimy Succar, es una cantante y música peruana nacionalizada estadounidense de origen japonés. 
Fue la ganadora de los Premios Grammy 2025 en la categoría Mejor álbum latino tropical con el disco Alma, corazón y salsa (Live at Gran Teatro Nacional) grabado en vivo junto a su hijo Tony Succar en el Gran Teatro Nacional del Perú, incluyendo la colaboración con 35 músicos y artistas invitados.

## Biografía
Miriam Tayrako Sakaguchi nació el 21 de septiembre de 1959 en el distrito de Pueblo Libre, provincia de Lima. Proveniente de una familia de raíces japonesas, vivió sus primeros años en la colonia peruana-japonesa del distrito de Lurigancho-Chosica, donde comenzaría a optar su talento por la música.
A los 17 años, participó en el certamen de belleza local Miss Nikkei Perú, obteniendo el primer lugar de la competencia y se convirtió en la ganadora de la edición 1978. Gracias a su victoria, accede directo al concurso internacional Miss Nikkei en Brasil, donde obtuvo el título de Miss Simpatía y el galardón de «Mejor traje típico». En el año 1980, se casa con el pianista y marino peruano de raíces libanesas, mexicanas y estadounidenses Antonio Succar.
Tras casarse, se mudó junto a toda su familia a Miami en 1989 para iniciar una nueva vida en la ciudad norteamericana. En los primeros días, Mimy quedó a cargo de sus hijos mientras que su esposo trabaja en un restaurante como pianista.

## Trayectoria
Tiempo después, tras recibir la propuesta del dueño del local mencionado, formó con su esposo el dúo musical Mistura en el año 1990, bajo el nombre artístico de Mimy Succar, utilizando el nombre Mimy (apócope de Miriam) y el apellido de su familia política. Con su agrupación, obtuvo la popularidad en la comunidad latina de Miami, interpretando sus propios temas de su repertorio y se presentó en diferentes recintos como el Club Peruano Japonés. Transcurriendo los años, se sumaron sus hijos Claudia Succar (cantante), Brian «Kenji» Succar (productor musical) y Antonio «Tony» Succar (percusionista) a la banda, quienes también son colaboradores de su carrera artística. Además, participó en galas de la Asociación Peruana para los niños de la Clínica San Juan de Dios y Asociación Esperanza y Caridad.
Pero no fue hasta el 2021, cuando fue invitada al programa concurso La voz Senior para sorprender a su hijo Antonio, quien trabajaba como coach del dicho espacio. Gracias a ello, le ha permitido a ser parte del reparto del jurado de la otra producción televisiva Perú tiene talento, además de participar en diferentes comerciales de televisión e interpretar el cover del sencillo «No me acostumbro».
Fue condecorada por los Premios TUMI USA Awards como reconocimiento a su trayectoria musical en  2022.
En el año 2023, lanzó su álbum debut titulado Mimy & Tony con la colaboración de su hijo Antonio, logrando así consolidarse en la salsa peruana. En el dicho material, contó con su versión del tema musical «Quimbara» de Celia Cruz; así como propios como «Pa'lante un pié» y «Sin fronteras», esta última en colaboración con La India y Haila Mompié. Gracias a su éxito musical, obtuvo el galardón de «Artista revelación» por parte de los Premios Luces en el año 2021.
Seguidamente, tuvo una breve participación en la película peruana No vayan!! en 2023, interpretándose a sí misma y participó a dueto junto a la cantante Nora Suzuki, vocalista de la banda musical Orquesta de la Luz, en el sencillo recopilatorio «Sukiyaki». Además, Succar fue parte de la película basada en su familia que se estrenó el 12 de septiembre de 2024.
En 2024 anunció una colaboración con Gloria Estefan y Sheila E. para el lanzamiento de la versión de «Bemba colorá» de Celia Cruz. Ese mismo año, realizó otra colaboración con Bartola para interpretar en vivo el tema «Bemba colorá», incluido originalmente en el álbum Bailar, que se hizo viral en redes sociales por la sugestividad de su letra. El tema obtuvo el reconocimiento de los premios Grammy en la categoría mejor interpretación de música global.

## Discografía

### Álbumes en estudio
- 2022: Sin fronteras
- 2023: Mimy & Tony
- 2024: Alma, corazón y salsa (Live at Gran Teatro Nacional)

## Filmografía

### Televisión
| Año  | Título              | Rol               | Emisión           |
| ---- | ------------------- | ----------------- | ----------------- |
| 2021 | La voz Senior       | Invitada especial | Latina Televisión |
| 2021 | La voz Generaciones | Jurado            | Latina Televisión |
| 2022 | Perú tiene talento  | Jurado            | Latina Televisión |

### Cine
| Año  | Título     | Rol        |
| ---- | ---------- | ---------- |
| 2023 | No vayan!! | Ella misma |

## Premios y nominaciones
| Año  | Premios                      | Categoría                             | Trabajo                                                      | Resultado | Ref.   |
| ---- | ---------------------------- | ------------------------------------- | ------------------------------------------------------------ | --------- | ------ |
| 2021 | Premios Luces de El Comercio | Artista revelación                    | Reconocimiento musical                                       | Ganadora  | [ 12 ] |
| 2022 | Premios TUMI USA Award       | Mejor artista                         | Reconocimiento musical                                       | Ganadora  | [ 7 ]  |
| 2024 | Premios Grammy               | Mejor álbum latino tropical           | Mimy & Tony                                                  | Nominada  | [ 22 ] |
| 2025 | Premios Grammy               | Mejor álbum latino tropical           | Alma, corazón y salsa (Live at Gran Teatro Nacional)         | Ganadora  | [ 23 ] |
| 2025 | Premios Grammy               | Mejor interpretación de música global | «Bemba colorá» de Sheila E. con Gloria Estefan y Mimy Succar | Ganadora  | [ 24 ] |